# Zentyal
Zentyal Server (dawniej eBox Platform) – pakiet otwartego oprogramowania stworzony do zarządzania sieciami Windowsowymi dla małych i średnich przedsiębiorstw.
Zentyal zawiera obsługę protokołu Microsoft® Exchange używając otwarto źródłowych narzędzi (takich jak Dovecot, Postfix, Samba itp.) aby zapewnić kompatybilność z klientami Microsoft Outlook®. Email i protokoły współpracy grupowej wspierane przez Zentyal to: MAPI, ActiveSync, EWS, SMTP, POP, IMAP, CalDAV, CardDAV and Active Directory (z pełną obsługą kontrolera domeny Microsoft Windows Server 2012 oraz kompatybilnością z narzędziem Microsoft RSAT). Poza tym Zentyal zawiera platformę programistyczną, ułatwiającą rozwój nowych usług opartych na Linuksie.
Występuje w wersji darmowej i płatnej.
Zentyal działa pod kontrolą Linuksa Ubuntu.